# 선박 충돌
선박 충돌은 빙산과 같은 떠다니거나 멈춰있는 물체와 선박 사이의 구조적 충돌이다. 선박충돌은 특히 해양사고에서 중요하다. 해양사고의 영향 중 일부는 아래와 같다:
- 인명 손실
- 기름 유출의 환경적 영향(특히 대형 유조선이 수반된 경우)
- 사고와 밀접한 지역 사회의 재정 문제
- 선박 소실 또는 불이익으로 인한 선주의 재정적 손해
- 연안 기반 시설의 파괴(예: 교량과의 충돌)